# Lidhemssjön
Lidhemssjön är en sjö i Tingsryds kommun och Växjö kommun i Småland och ingår i Mörrumsåns huvudavrinningsområde. Sjön har en area på 1,81 kvadratkilometer och ligger 139 meter över havet. Sjön avvattnas av vattendraget Aggaå (Skyeån).

## Delavrinningsområde
Lidhemssjön ingår i det delavrinningsområde (628236-144241) som SMHI kallar för Utloppet av Lidhemssjön. Medelhöjden är 145 meter över havet och ytan är 26,95 kvadratkilometer. Räknas de 21 avrinningsområdena uppströms in blir den ackumulerade arean 454,29 kvadratkilometer. Aggaå (Skyeån) som avvattnar avrinningsområdet har biflödesordning 2, vilket innebär att vattnet flödar genom totalt 2 vattendrag innan det når havet efter 72 kilometer. Avrinningsområdet består mestadels av skog (46 procent), öppen mark (11 procent) och jordbruk (27 procent). Avrinningsområdet har 1,74 kvadratkilometer vattenytor vilket ger det en sjöprocent på 6,5 procent. Bebyggelsen i området täcker en yta av 0,4 kvadratkilometer eller 1 procent av avrinningsområdet.